# Kaascultuur in Vorarlberg

Vorarlbergse kaasplankje

De kaascultuur in Vorarlberg heeft een lange economische en culturele traditie. Kaas speelt al eeuwenlang een belangrijke rol in de Oostenrijkse deelstaat Vorarlberg.
De Vorarlberger regio telt 24.000 melkkoeien, 1.500 geiten en honderden melkschapen. Op ongeveer 130 alpenweiden worden de Vorarlberger Alpkäse en de Montafoner Sura Kees geproduceerd. In de zomer vindt in de weilanden het productieproces plaats, waarna het in de winter wordt geconsumeerd.

## Geschiedenis
De kaasmakerij heeft een lange traditie in het Bregenzerwald. De Kelten brachten de regio voor het eerst in contact met veeteelt en alpiene landbouw. Vanaf 15 v. Chr. occupeerden de Romeinen de regio. Ze gebruikten alpenweiden en oefenden al professionele Alpiene kaasmakerij uit. Na de val van het Romeinse Rijk bevolkten in de 5e eeuw de Alemannen het Bregenzerwald. De Romeinen gaven de kennis over kaasmakerij door aan de Alemannen, die veel bos rooiden voor weidegronden, Alpgenossenschaften ("alpcoöperaties") stichtten en Allmenden (gemeenschappelijke weiden) in het leven riepen. In de 9e eeuw werd in het kader van kerkelijke feesten in kaas en reuzel gehandeld. De kloosters namen toen deel aan de kaasmakerij.
In 1785 werden de eerste wegen en straten aangelegd in het Bregenzerwald, toen er een sterke handelsactiviteit ontstond. Vanaf 1816 is Schwarzenberg het belangrijkste handelsplatform voor kaas in het Bregenzerwald. De vierkante baksteenkaas en een namaak van Zwitserse Emmentalerkaas werden met koetsen naar de Donaumonarchie getransporteerd, onder andere naar Italië of Griekenland. In 1830 werd in Au de eerste gemeenschapsmelkerij gebouwd.

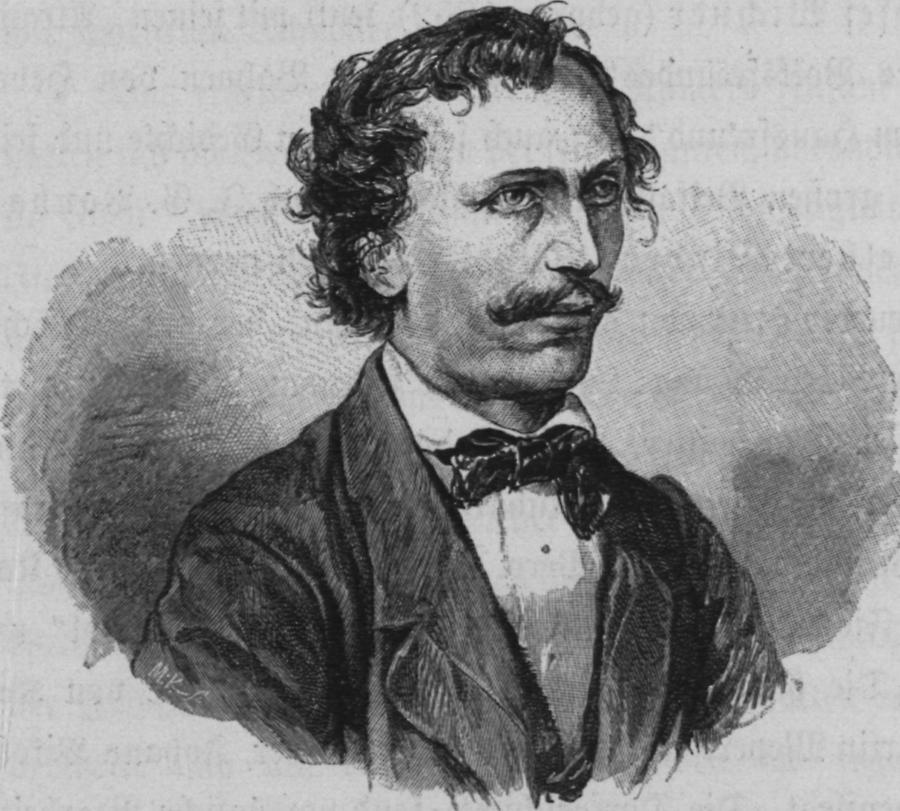
De boer en sociale hervormer Franz Michael Felder verbeterde de situatie voor boeren in Vorarlberg

De tweede helft van de 19de eeuw was de tijd van de zogenoemde "Kaasgraven". De kaasgraven waren export- en importmonopolisten die melk opkochten en verkaasden, terwijl de boeren in armoede leefden. Om deze armoede te verkleineren, stichtte de boer en sociale hervormer Franz Michael Felder een vereniging voor kaashandel en een verzekeringsinstelling voor vee. In 1900 werd in Doren een k. u. k. school voor kaasmakerij geopend.
In de tweede helft van de 20e eeuw begonnen meer en meer boeren hun vee met kuilvoer te voeden omdat het goedkoper is dan het op de weiden te houden. Bovendien sloten veel boeren hun boerderij om naar een ander beroep over te stappen. Dit leidde tot een bedreiging van de traditionele bergeweidecultuur. Dankzij subsidies van de Europese Unie, verenigingen en andere initiatieven zoals de KäseStraße Bregenzerwald is het tot in het 21e eeuw gelukt om deze vorm van kaasmakerij.
Sinds 1993 vinden in Schwarzenberg jaarlijks in september prijsuitreikingen plaats. Tot 90 herdershutten strijden met ongeveer 170 producten mee om voor de beste Bergkäse en Alpkäse te worden bekroond.
Tegenwoordig produceren meer dan 1.000 boerderijen in het Bregenzerwald met 13.000 koeien over 45 miljoen kilogram melk per jaar.
Het Bregenzerwald is de grootste aaneengesloten EU-regio waar silovrije melk wordt geproduceerd. De Käsestraße Bregenzerwald is een van de grootste aaneengesloten hooimelkregio's van Europa. Slechts ongeveer 3 procent van de boeren in de EU produceert nog silovrije melk.

## Alpine Transhumance

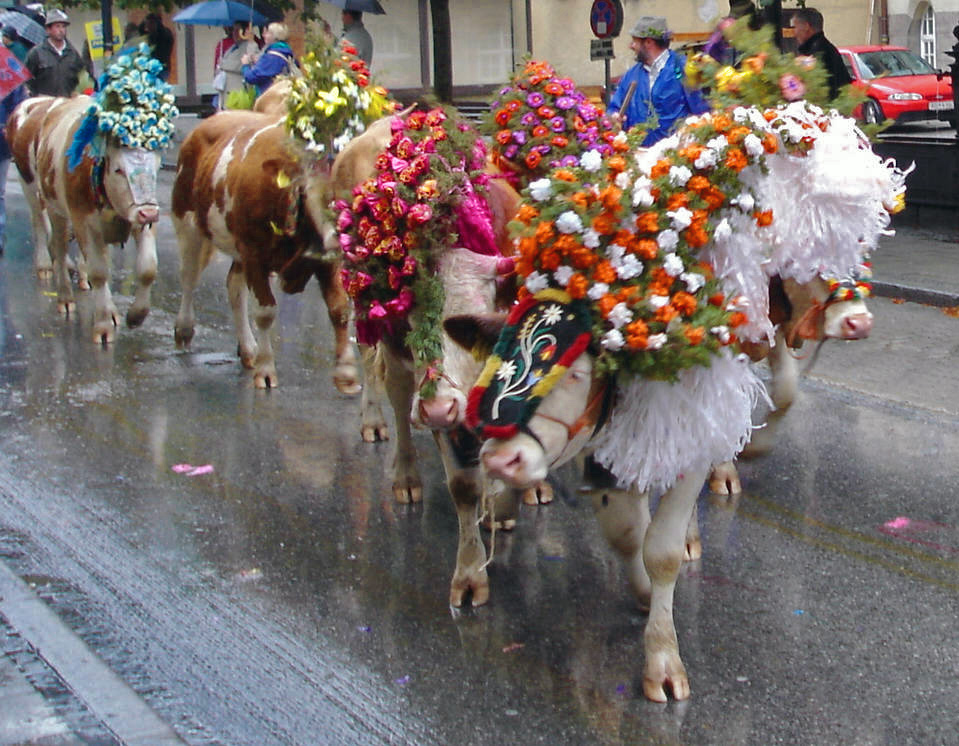
Vee bij Almabtrieb in Kufstein (etappe 3 naar etappe 1)

Alpine Transhumance, ofwel bergweidecultuur, is basis van de traditionele kaasmakerij in Vorarlberg. Boeren drijven hun vee naar plaatsen waar voer verkrijgbaar is. Dat betekent dat ze jaarlijks enkele keren van stallen wisselen naargelang van het seizoen. Alpine Transhumance wordt in het Duits "Dreistufenwirtschaft" genoemd omdat de bergweides in drie etappen worden beheerd:
1. Vorsäß/Maisäß: aan het einde van de lente wordt het vee van het landgoed in het dal naar de Vorsäß (een bergweide op gematigde hoogte, ongeveer 1500m) gedreven,
2. Hochalpe: begin juli wordt het vee naar hooggelegen bergweides boven de boomgrens (ongeveer 1600 tot 2000m) gedreven.
3. Alpabtrieb: in september/oktober wordt het vee feestelijk versierd en terug naar die Vorsäß gedreven.

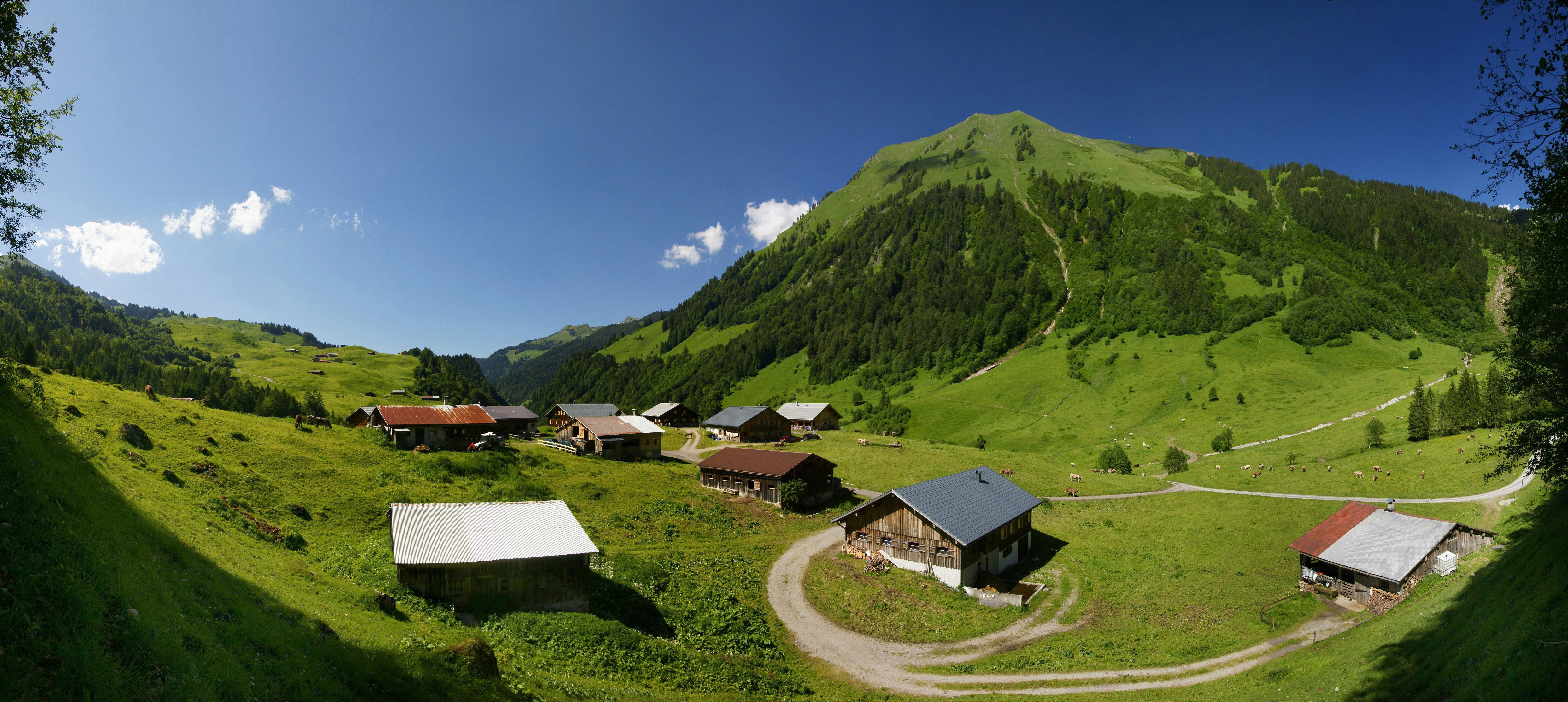
Alpine Transhumance in Vorarlberg: Hochalpe (etappe 2)

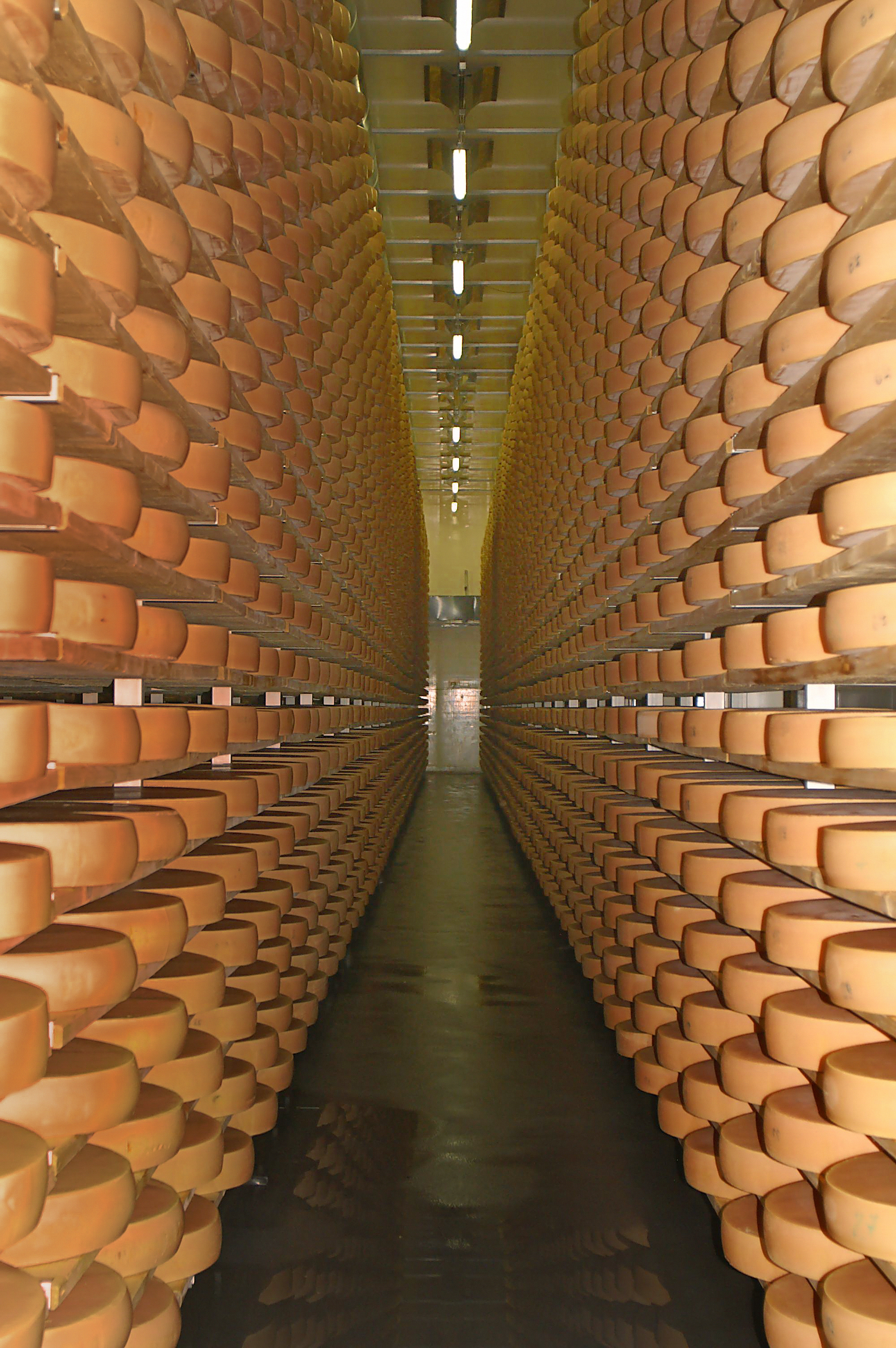
Kaaskelder in Lingenau

De Vorarlbergse bergweidecultuur zorgt ervoor dat koeien op grond van hun bijzondere voeding een aromatische melk van hoge kwaliteit geven, de zogenoemde Heumilch ("hooimelk"). Het gebruik van hooimelk bij de kaasmakerij draagt bij tot de markante smaak die meer dan 30 regionale kazen bepaalt, waaronder de Alpkäse en de Bergkäse.
De UNESCO verklaarde de Dreistufenwirtschaft in het Bregenzerwald in 2011 tot immaterieel cultureel erfgoed.

## Käsestraße Bregenzerwald
De Käsestraße Bregenzerwald (letterlijk "kaasstraat") is een samenwerkingsverband van boeren, melkboeren, ambachtslieden, gastronomen en ondernemingen in het Bregenzerwald. De leden en partners dragen bij tot het instandhouden van de kleinschalige landbouw en de diversiteit van lokale producten in het Bregenzerwald. De Käsestraße Bregenzerwald heeft ongeveer 180 leden.
Het beginpunt van de Käsestraße Bregenzerwald is Bregenz en loopt langs alle dorpen van de Bregenzerwaldstraße L 200 in het Alpiene gebied. De kaasboeren brengen de verse melk via kabelspoor of auto naar de straat, waar transportwagens de melk meenemen. In de buurt van Hittisau wordt de melk verder verwerkt. De kaasroute is bewandelbaar voor toeristen.

#### Geschiedenis van de Käsestraße Bregenzerwald
Toen Oostenrijk in 1994 tot de Europese Unie toetrad, vreesden verschillende Vorarlbergse organisaties voor een daling van de omzet van kleinschalige boerenbedrijven. Om dit te voorkomen en om de samenwerking tussen Vorarlbergse bedrijven te versterken werd de oprichting van de Käsestraße overwogen. Vanaf 1995 daalden de prijzen voor kaas tot 40 procent op grond van de EU-lidmaatschap en de opheffing van de marktordening. Enkele Vorarlbergse boeren beslisten om hun boerderijen uit te breiden om hun producten ter plekke te verkopen en om toeristen de kaasmakerij in hun bedrijf uit te leggen.
In 1996 werd uiteindelijk de Käsestraße gesticht om de regionale ontwikkeling te bevorderen. Dankzij het regionale steunprogramma LEADER II van de Europese Unie worden sinds 1997 de economische structuren in het Bregenzerwald verbeterd en gestabiliseerd.
Vandaag is de Käsestraße Bregenzerwald een van de grootste aaneengesloten hooimelkregio's van Europa.

## Soorten kaas
De meest bekende kazen uit Vorarlberg zijn:
- Vorarlberger Bergkäse
- Vorarlberger Alpkäse
- Sura Kees
- Großwalsertaler Bergkäse ("Walserstolz")[14]

## De Vorarlbergse keuken

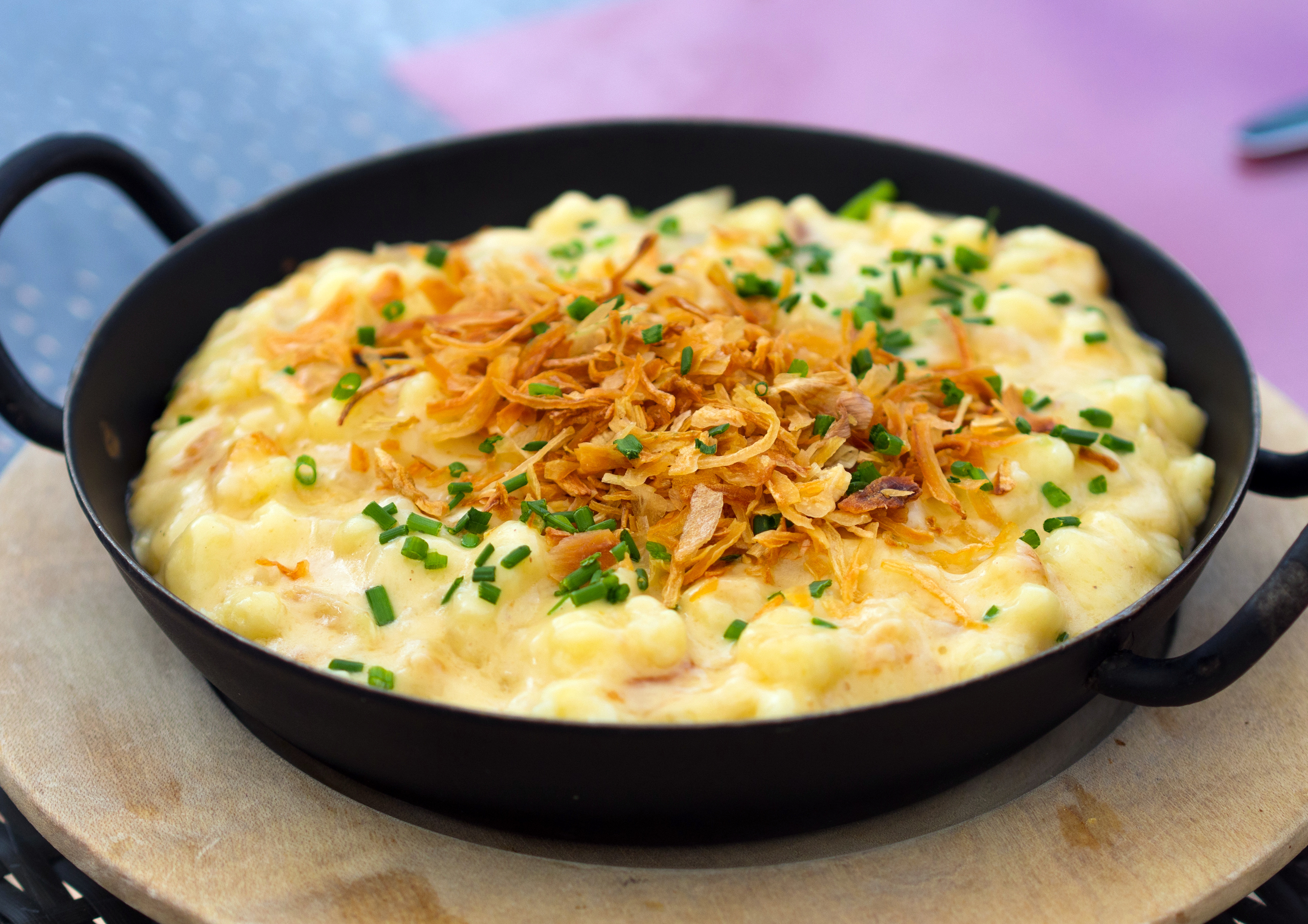
Käsespätzle

Kaas wordt als distinctief ingrediënt gezien in de Vorarlbergse keuken. In het bijzonder gebruiken de Vorarlbergers de voor de regio karakteristieke Alpkäse en Bergkäse.
Typische schotels met kaas uit de Vorarlbergse regio zijn:
- Vorarlberger Käsesuppe
- Montafoner Käsesuppe (met "Sura Kees" uit het Montafon)
- Käsespätzle of Käsknöpfle (noedels van bloem en eieren met kaas en ui),
- Käsdönnala (pittige vlaai uit bloem, gist, zout en water, belag: kaas, eieren en/of ui),
- Grumpara mit Käs (pellepataat met kaas),
- Kässalot ("Käsesalat", salade van kaas, ui, azijn en olie)